# Appias lasti
Appias lasti é uma borboleta da família Pieridae. Ela é encontrada no Quénia, na Tanzânia e em Moçambique. O habitat consiste em florestas costeiras e floresta interiores.
As larvas alimentam-se de Drypetes gerrardii, Phyllanthus, Capparis, Maerua, e Ritchiea.

## Sub-espécies
- Appias lasti lasti
- Appias lasti natalensis Neustetter, 1927